# 沙陀寺
沙陀寺，位于中国青海省刚察县泉吉乡年乃索麻村，为第八批青海省文物保护单位，公布日期为2008年4月10日，类型为古建筑。
沙陀寺的历史年代为清。